# گلنوش خالقی
گلنوش خالقی (۱۷ دی ۱۳۱۹ – ۲۶ بهمن ۱۳۹۹) موسیقی‌دان، آهنگساز، رهبر ارکستر و رهبر گروه کُر اهل ایران بود. او فرزند روح‌الله خالقی و نخستین زن ایرانی بود که به‌ صورت تخصصی در رشتهٔ رهبری موسیقی تحصیل کرده بود. گلنوش خالقی پیش از انقلاب ۱۳۵۷ رهبر گروه کُر سازمان رادیو تلویزیون ملی ایران بود. وی در سال ۱۳۵۸ به ایالات متحده آمریکا مهاجرت کرد و در سال ۱۳۶۹ به منظور برگزاری کنسرت، به ایران بازگشت اما به دلیل «زن بودن»، اجازهٔ رهبری و اجرای عمومی در ایران را نیافت و پس از چند ماه ایران را بار دیگر به مقصد آمریکا ترک کرد. گلنوش خالقی در بهمن ۱۳۹۹ در آمریکا درگذشت.

## زندگی

### آغاز زندگی
گلنوش خالقی در ۱۷ دی ۱۳۱۹ در تهران زاده شد. او در سال ۱۳۳۰ به هنرستان موسیقی ملی راه یافت و فراگیری ساز پیانو را آغاز نمود. از استادان وی در هنرستان می‌توان به حسین صبا، جواد معروفی، و مصطفی کمال پورتراب اشاره کرد. وی در سال ۱۳۳۸ پس از دریافت دیپلم هنرستان موسیقی ملی، با رتبهٔ نخست به هنرستان عالی موسیقی راه یافت و تحت تعلیم امانوئل ملیک اصلانیان قرار گرفت. گلنوش خالقی پس از یک سال دیپلم هنرستان عالی موسیقی را نیز با رتبهٔ نخست دریافت نمود. پس از آن به‌عنوان دستیار استاد، به آموزش پیانو و سرایش در هنرستان عالی موسیقی مشغول شد.

### مهاجرت از ایران و بازگشت
گلنوش خالقی در سال ۱۳۴۱ برای ادامه تحصیلات موسیقی به اتریش سفر کرد و در آکادمی موتزارتئوم سالزبورگ به تحصیل در رشتهٔ رهبری کر پرداخت و پس از ۳ سال به آمریکا مهاجرت کرد و در کالج اوبرلین (اوهایو) تحصیلات خود را ادامه داد. پس از آن در سال ۱۳۵۳ مدرک کارشناسی ارشد رهبری کر را از دانشگاه ویسکانسین-مدیسن در شهر مدیسون دریافت نمود. در این هنگام با رهبرانی مانند رابرت فاونتن و کورت پرستل همکاری داشت. گلنوش خالقی در دوران زندگی در آمریکا با استفان اکرت، نوازنده هارپسیکورد آشنا شد و با او ازدواج کرد.
گلنوش خالقی در سال ۱۳۵۳ به دعوت رادیو تلویزیون ملی به ایران بازگشت و گروه «هم آوازان» را برای اجرای آثار کلاسیک، ویژهٔ گروه کر و ارکستر، بنا نهاد. در هنگام کنسرت هنری گلنوش خالقی در ایران، اکرت نیز با او همکاری می‌کرد. فعالیت «هم آوازان» تا زمستان ۱۳۵۷ ادامه یافت. واپسین این گروه، ضبط پنهانی سرود آزادی ساخته گلنوش خالقی با شعری از فریدون مشیری بود. خاطره تلخ فروپاشیِ گروه «هم آوازان»، تا پایان زندگی گلنوش در ذهن او باقی ماند.

### پس از انقلاب
گلنوش خالقی پس از انقلاب اسلامی، در سال ۱۳۵۸ دوباره به آمریکا مهاجرت نمود و کارهای هنری خود را در کانون دوستداران فرهنگ ایران آغاز کرد. او در سال ۱۳۶۴ با همکاری شماری از نوازندگان ایرانی و آمریکایی، ارکستر روح‌الله خالقی را با ۲۰ نوازنده در آمریکا بنیان گذاشت و نزدیک به پنج سال آنرا رهبری کرد. کار این ارکستر، بودجه و پشتیبان بسیار دشوار بود و باوجود استقبال خوب از اجراها ادامه کار از سال ۱۳۶۹ دیگر ممکن نشد.
در سال ۱۳۶۹ به ایران سفر کرد و قصد داشت به‌مناسبت بیست و پنجمین سالگرد درگذشت پدرش روح‌الله خالقی، برنامه‌هایی در تهران و شهرستان‌ها برگزار نماید. اما به وی اجازه رهبری ارکستر داده نشد. در این هنگام به ضبط دو آلبوم موسیقی از آثار روح‌الله خالقی به نام می ناب پرداخت و دوباره به آمریکا بازگشت.
گلنوش خالقی پس از بازگشت به آمریکا در سال ۱۳۷۰، دیگر نتوانست رهبری هیچ گروه موسیقی را بدست بگیرد. او کانون هنری روح‌الله خالقی را بنیان گذاشت و در واشینگتن به آهنگسازی و آموزش پیانو مشغول بود.
گلنوش خالقی در اسفند ۱۳۹۷ بیانیه‌ای در دفاع از سرود ای ایران، اثر روح‌اله خالقی، علیه مسئولین آستان قدس رضوی منتشر کرد و نسبت به آنچه که او «سرقت فرهنگی و هنری، دستبرد نابخردانه به یک اثر ملی، دستکاری، و متنی در تبلیغ و مداحی مذهب شیعه و امامانش»، با استفاده از موسیقی متن «ای ایران» توسط این نهاد واکنش نشان داد و آن را محکوم کرد و از مردم خواست اعتراض کنند.
گلنوش خالقی دو فرزندِ پسر به نام‌های رامین (دیوید) و جولین دارد.

### درگذشت
گلنوش خالقی، ۲۶ بهمن ۱۳۹۹ در سن هشتاد سالگی، در واشینگتن، دی.سی. درگذشت.

#### واکنش‌ها
لوریس چکناواریان ضمن اظهار تاسف از درگذشت گلنوش خالقی، اظهار داشت که «این پدر و دختر خدمت بزرگی به موسیقی ایران کردند» و او یک دوست ارزشمند را از دست داده‌است. وی همچنین از کمک و راهنمایی‌های گلنوش خالقی در خلق اپرای رستم و سهراب یاد می‌کند و می‌گوید که مدیون او هستم.

## فعالیت هنری
از جمله فعالیت‌های هنری گلنوش خالقی به موارد زیر می‌توان اشاره کرد:
- بنیان‌گذاری و رهبری گروه «هم آوازان» رادیو و تلویزیون ملی ایران
- همکاری با «کانون دوستداران فرهنگ ایران» در آمریکا
- اجرای کنسرت ترانه‌های محلی ایران به همراه پری زنگنه در شهرهای آمریکا
- بنیان‌گذاری و رهبری «ارکستر روح‌الله خالقی» در واشینگتن
- اجرای کنسرت و تنظیم آثار هنرمندان قدیمی موسیقی ایران همچون: درویش خان، مرتضی نی داوود، علینقی وزیری، روح‌الله خالقی، مرتضی محجوبی و … به همراه «ارکستر روح‌الله خالقی» در شهرهای آمریکا
- تنظیم، رهبری ارکستر و انتشار آلبوم موسیقی «می ناب ۱» و «می ناب ۲» از آثار روح‌الله خالقی با خوانندگی کاوه دیلمی[۷][۸]
- ساخت آثاری برای پیانو، پیانو و آواز و تنظیم ترانه‌های محلی ایران برای پیانو
- نویسندگی و انتشار کتاب ای ایران (۱۳۸۵)
- رهبری ارکستر در آلبوم موسیقی فیلم و نمایش (۱۳۹۲) به آهنگسازی فوزیه مجد[۹]
- آثار گوناگونی به ویژه برای پیانو با الهام از موسیقی دستگاهی و محلی ایران[۱]